# Nephoplagia arcuata
Nephoplagia arcuata är en tvåvingeart som beskrevs av Townsend 1919. Nephoplagia arcuata ingår i släktet Nephoplagia och familjen parasitflugor.
Artens utbredningsområde är Peru. Inga underarter finns listade i Catalogue of Life.